# 架河镇
架河镇位于中國安徽省淮南市潘集区西南，毗邻凤台县和八公山区，因其境内有架河而得名。
原為架河鄉，於2010年12月8日改為架河鎮。

## 外部連結
- 區政府網站關於改鄉為鎮的報導 （页面存档备份，存于）